# Love Somebody
"Love Somebody" é uma canção da banda norte-americana Maroon 5, gravada para o seu quarto álbum de estúdio Overexposed. Foi escrita por Adam Levine, Ryan Tedder, Noel Zancanella e Nathaniel Motte, enquanto que a produção ficou a cargo de Tedder e Zancanella. A faixa foi lançada como o quarto single do álbum em 14 de maio de 2013, logo após ter sido apresentada ao vivo no programa The Voice.

## Antecedentes e Produção
Em meados de 2011, a banda começou a trabalhar no seu quarto álbum de estúdio. Um dos membros do Maroon 5, James Valentine falou em entrevista para a Billboard e revelou seus planos para lançar o quarto álbum para o início de 2012. Em 22 de março de 2012, a banda postou um vídeo no YouTube com várias cenas da banda no estúdio, gravando o álbum. Em 26 de junho de 2012, o álbum foi lançado sob o título Overexposed.
Love Somebody foi escrita pelos membros da banda, Adam Levine e Nathaniel Motte, juntamente com Ryan Tedder e Noel Zancanella, que serviu como produtores da canção. Tedder e Zancanella também co-escreveram e co-produziram outra canção para o álbum, " Lucky Strike". Love Somebody foi planejada por Smith Carlson no Patriot Studios em Denver e Noah "Mailbox" Passovoy no Conway Studios, em Los Angeles, Eric Eylands atuou como assistente de engenharia. Serban Ghenea misturado a música no MixStar Studios em Virginia Beach. John Hanes serviu como engenheiro de mixagem, enquanto Phil Seaford comoum assistente. Toda a programação e as chaves foram fornecidos por Tedder e Zancanella.

## Videoclipe
O videoclipe de Love Somebody foi filmado em janeiro de 2013, sob direção de Rich Lee.

## Composição
Love Somebody é uma canção do genêro rock alternativo com uma mistura de dance-pop com uma duração de 3:49 Sua instrumentação consiste de piano e guitarra. Love Somebody foi escrita na chave de Db Maior , em tempo comum, com um ritmo de 124 batidas por minuto. Obteve alcances vocais de Levine do G4 para a nota alta de um 5.